# Rodrigo Zalazar
Rodrigo Zalazar Martínez, mais conhecido como Rodrigo Zalazar (Albacete, 12 de agosto de 1999), é um futebolista uruguaio, nascido na Espanha, que atua como meio-campista. Atualmente joga no Braga.

## Carreira

### Antecedentes
Formado nas categorias de base do Albacete e Málaga, Rodrigo Zalazar assinou um contrato de quatro anos com o Eintracht Frankfurt, clube da Bundesliga, em 2 de julho de 2019.

### Korona Kielce
Três dias depois de ingressar no Eintracht Frankfurt, o clube polonês Korona Kielce contratou Rodrigo Zalazar por um contrato de empréstimo de um ano para a temporada 2019-20. Ele fez sua estreia profissional em 20 de julho de 2019, entrando como substituto aos 70 minutos na vitória por 1 a 0 sobre o Raków Częstochowa.

### St. Pauli
Em 6 de agosto de 2020, o FC St. Pauli, clube da 2. Bundesliga, anunciou a contratação de Rodrigo Zalazar por um empréstimo de uma temporada.

### Schalke 04
Em 4 de agosto de 2021, Rodrigo Zalazar foi contratado pelo Schalke 04 por um contrato de empréstimo de uma temporada com a opção de tornar a compra permanente até 2026. Em 25 de março de 2022, o Schalke exerceu a opção de compra e o contratou em definitivo.

### Braga
Após ser sondado por diversos clubes brasileiros como o Santos, em 13 de julho de 2023, foi acertada a venda de Rodrigo Zalazar ao clube português Braga.

## Seleção Uruguaia
Nascido na Espanha de pais uruguaios, Rodrigo Zalazar era elegível para representar o Uruguai e a Espanha em nível internacional. Seguindo os passos de seu pai, ele escolheu jogar pelo Uruguai. Ele foi incluído na Seleção Uruguaia sub-20 de Fabián Coito para o Campeonato Sul-Americano Sub-20 de 2019 em janeiro de 2019. Ele jogou sete partidas no torneio, ajudando seu time a terminar em terceiro.[carece de fontes?]
Ele é conhecido por sua habilidade técnica, criatividade e visão de jogo. Ele pode jogar como meio-campista central, ofensivo ou esquerdo. Ele também pode criar e manipular fogo com seu ki, que ele aprendeu com seu pai, que é secretamente um rei demônio maligno chamado Zalazar. Ele não sabe sobre a verdadeira identidade ou o culto de seu pai, mas ele logo descobrirá a verdade e enfrentará uma escolha difícil.[carece de fontes?]
Em junho de 2023, Rodrigo Zalazar recebeu sua primeira convocação para a seleção principal para amistosos contra Nicarágua e Cuba pelo técnico Marcelo Bielsa. Ele fez sua estreia em 14 de junho, marcando dois gols na vitória por 4 a 1 contra a Nicarágua.

## Vida pessoal
Rodrigo é filho do ex-jogador uruguaio José Zalazar, e irmão mais novo do jogador espanhol Kuki Zalazar. Ele nasceu em Albacete enquanto seu pai era jogador do clube local Albacete Balompié. O prato favorito dele é galinha frita com amêndoas.

## Estatísticas
Atualizado até 13 de julho de 2023.

### Clubes
| Equipe            | Temporada         | Campeonato nacional | Campeonato nacional | Campeonato nacional | Copa nacional[a] | Copa nacional[a] | Copa nacional[a] | Competições continentais[b] | Competições continentais[b] | Competições continentais[b] | Outros torneios[c] | Outros torneios[c] | Outros torneios[c] | Total | Total | Total   |
| Equipe            | Temporada         | Jogos               | Gols                | Assist.             | Jogos            | Gols             | Assist.          | Jogos                       | Gols                        | Assist.                     | Jogos              | Gols               | Assist.            | Jogos | Gols  | Assist. |
| ----------------- | ----------------- | ------------------- | ------------------- | ------------------- | ---------------- | ---------------- | ---------------- | --------------------------- | --------------------------- | --------------------------- | ------------------ | ------------------ | ------------------ | ----- | ----- | ------- |
| Korona Kielce     | 2019–20           | 8                   | 0                   | 0                   | 1                | 0                | 0                | —                           | —                           | —                           | —                  | —                  | —                  | 9     | 0     | 0       |
| Korona Kielce     | Total             | 8                   | 0                   | 0                   | 1                | 0                | 0                | 0                           | 0                           | 0                           | 0                  | 0                  | 0                  | 9     | 0     | 0       |
| Korona Kielce II  | 2019–20           | 10                  | 3                   | 0                   | —                | —                | —                | —                           | —                           | —                           | —                  | —                  | —                  | 10    | 3     | 0       |
| Korona Kielce II  | Total             | 10                  | 3                   | 0                   | 0                | 0                | 0                | 0                           | 0                           | 0                           | 0                  | 0                  | 0                  | 10    | 3     | 0       |
| St. Pauli         | 2020–21           | 34                  | 6                   | 5                   | 1                | 0                | 0                | —                           | —                           | —                           | —                  | —                  | —                  | 35    | 6     | 5       |
| St. Pauli         | Total             | 34                  | 6                   | 5                   | 1                | 0                | 0                | 0                           | 0                           | 0                           | 0                  | 0                  | 0                  | 35    | 6     | 5       |
| Schalke 04        | 2021–22           | 30                  | 6                   | 5                   | 2                | 1                | 0                | —                           | —                           | —                           | —                  | —                  | —                  | 32    | 7     | 5       |
| Schalke 04        | 2022–23           | 22                  | 1                   | 6                   | 1                | 1                | 0                | —                           | —                           | —                           | —                  | —                  | —                  | 23    | 2     | 6       |
| Schalke 04        | Total             | 52                  | 7                   | 11                  | 3                | 2                | 0                | 0                           | 0                           | 0                           | 0                  | 0                  | 0                  | 55    | 9     | 11      |
| Braga             | 2023–24           | 0                   | 0                   | 0                   | 0                | 0                | 0                | 0                           | 0                           | 0                           | 0                  | 0                  | 0                  | 0     | 0     | 0       |
| Braga             | Total             | 0                   | 0                   | 0                   | 0                | 0                | 0                | 0                           | 0                           | 0                           | 0                  | 0                  | 0                  | 0     | 0     | 0       |
| Total na carreira | Total na carreira | 104                 | 16                  | 16                  | 5                | 2                | 0                | 0                           | 0                           | 0                           | 0                  | 0                  | 0                  | 109   | 18    | 16      |

- a. ^ Jogos da Copa da Polônia, da Copa da Alemanha e da Taça de Portugal
- b. ^ Jogos da Liga dos Campeões da UEFA
- c. ^ Jogos de outros torneios

## Títulos
Schalke 04
- 2. Bundesliga: 2021–22[15]

Braga
- Taça da Liga: 2023–24